# بیت الفقیه
بیت الفقیه (به عربی: بیت الفقیه) یکی از شهرهای استان الحدیده در کشور یمن است که در سرشماری سال ۲۰۰۵ میلادی، ۴۳٫۹۳۸ نفر جمعیت داشته‌است.